# Соломон, Симеон
Соломон Симеон (англ. Simeon Solomon; 9 октября 1840, Лондон — 14 августа 1905, Лондон) — английский художник еврейского происхождения.

## Биография
Родился в лондонском районе Ист-Энд, в ортодоксальной еврейской семье. Младший из восьми детей крупного торговца соломенными шляпками Мейера Соломона (англ.) и художницы Катерин Леви. Его брат Абрахам Соломон и сестра Ребекка Соломон также были художниками.
Первые уроки живописи получил в мастерской своего брата на Гауэр-стрит, затем в Академии Кэрри в Блумсберри, а в 1855 году поступил в Школу при Королевской Академии, на выставке которой дебютировал в возрасте 18 лет.
В 1858 году через брата и сестру Соломон познакомился с художниками-прерафаэлитами, творчество которых в значительной степени повлияло на его ранние работы, особенно акварели. В период с 1858 по 1872 год Соломон регулярно показывал свои работы на выставках Королевской Академии. С 1865 года художник начал показывать свои работы в Галерее Дадли. В течение 1860-х годов он был вовлечен в процесс возрождения книжной иллюстрации, сотрудничая с Уильямом Моррисом и Уильямом Берджесом.
Ранние полотна Соломона написаны в основном на сюжеты из Библии, мифологии иудаизма, жизни еврейской общины и её ритуалов.
В 1860-х годах Соломон стал одним из лидеров движения эстетизма. В тот период художник обратился к античным и мифологическим темам, его стиль стал в целом более классичным. В этот же период Соломон принял католичество.
Картины Соломона, относящиеся к 1860-м годам, полны чувственности, в них появляются гомоэротические мотивы. Своим полотнам «Сафо и Эрина в саду Митилены» (1864), «Любовь осенью» (1866), «Вакх» (1868), «Спящие и бодрствующий» (1870), «Рассвет» (1871) художник придал оттенок двусмысленности, тем самым посягнув на моральные устои викторианства.
К началу 1870-х годов Соломон приобрел в Лондоне скандальную репутацию, предаваясь разврату и пьянству. В феврале 1873 года художник был арестован по обвинению в гомосексуализме и осужден на шесть месяцев тюрьмы. Выйдя на свободу, Соломон обнаружил, что от него отвернулись все его друзья. Оказавшись изгоем в обществе, художник даже не предпринимал попыток восстановить свою репутацию, ведя жизнь бродяги и пьяницы.
Художник умер 9 октября 1905 года в исправительном доме Сен-Джайлс в Уорхаусе и был похоронен на еврейском кладбище в Вилленде (Северный Лондон).

## Галерея

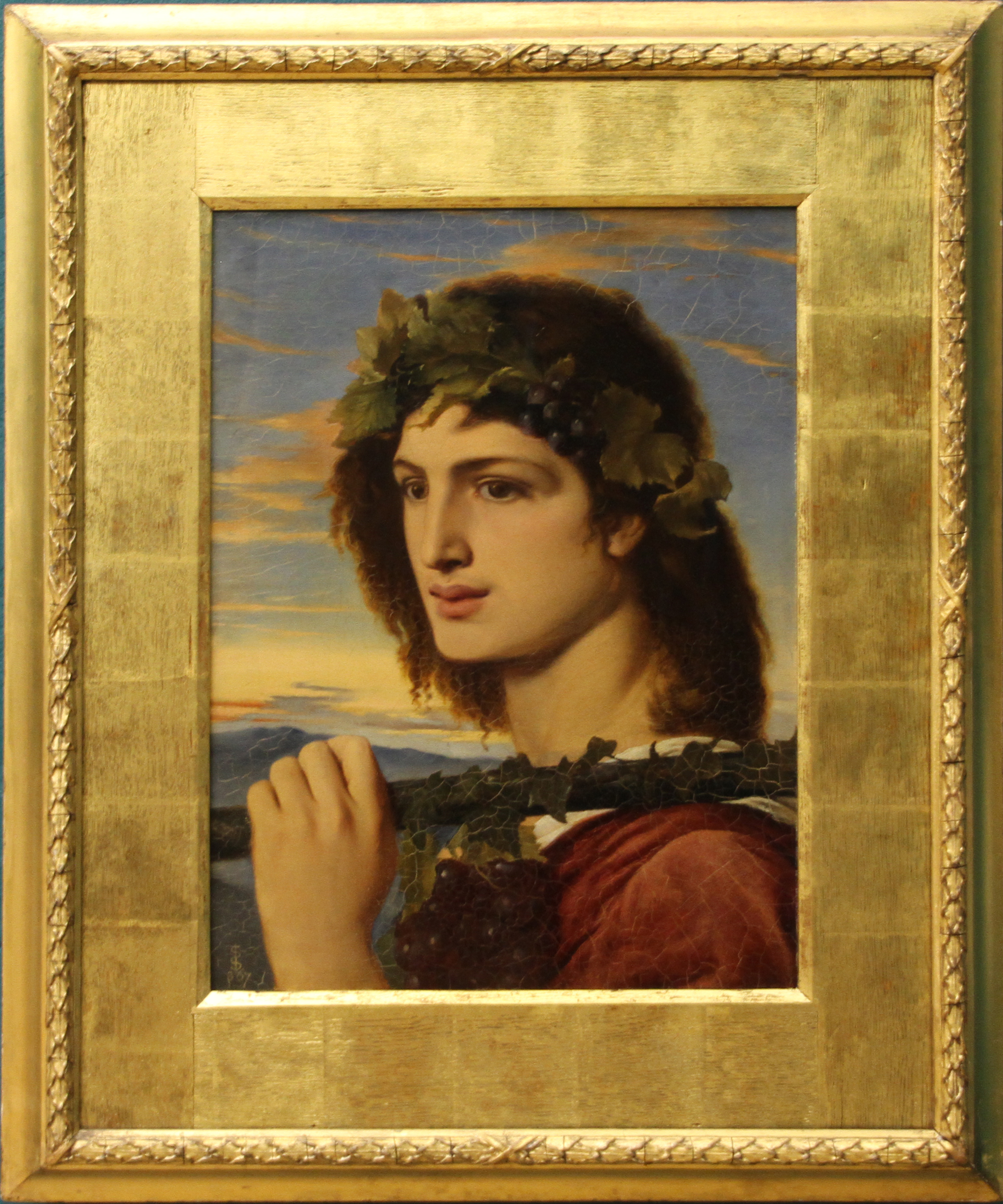
Дионис, 1867, Музей и художественная галерея Бирменгема, Бирмингем, Англия.
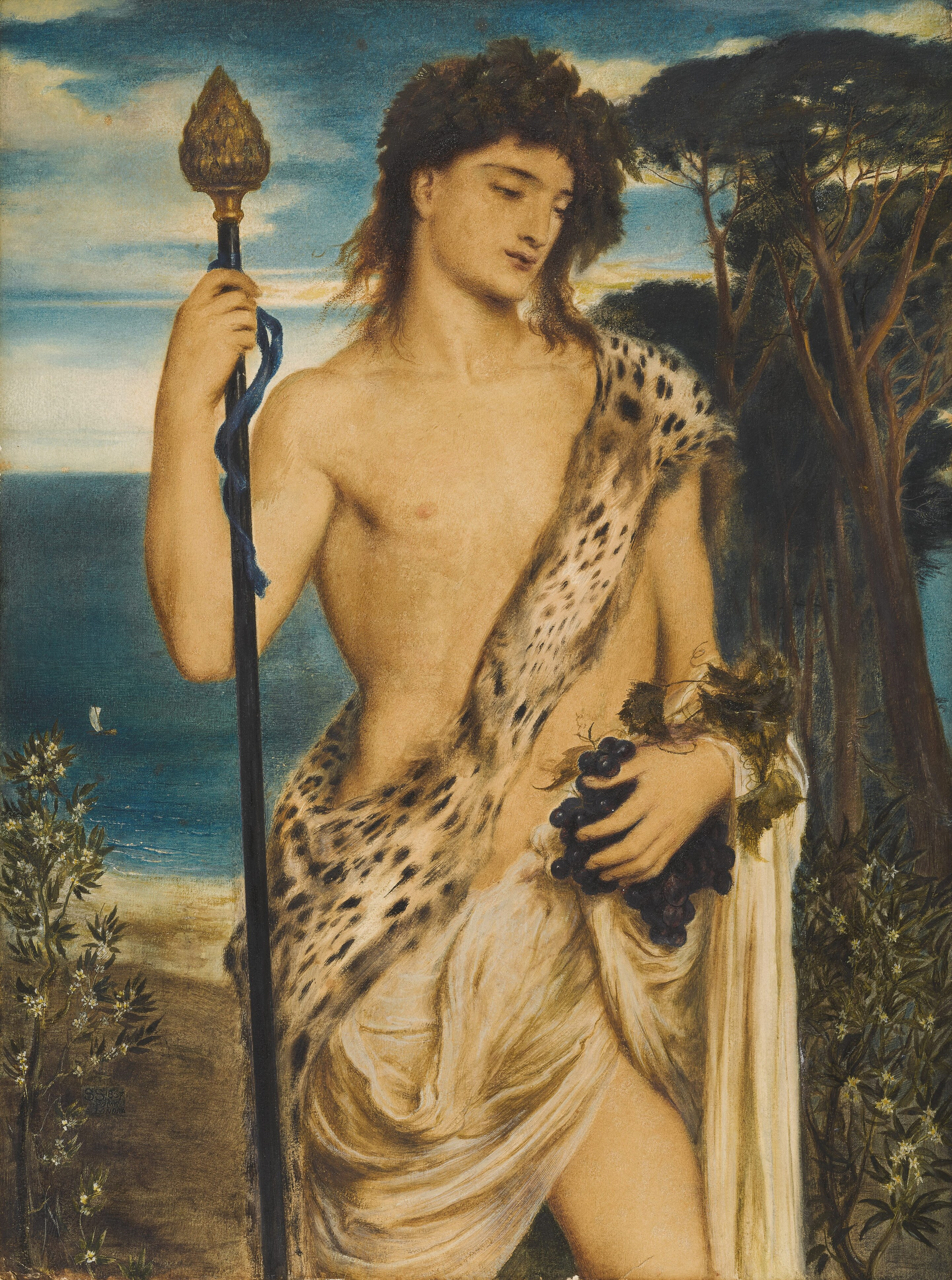
Дионис. 1867, частное собрание.
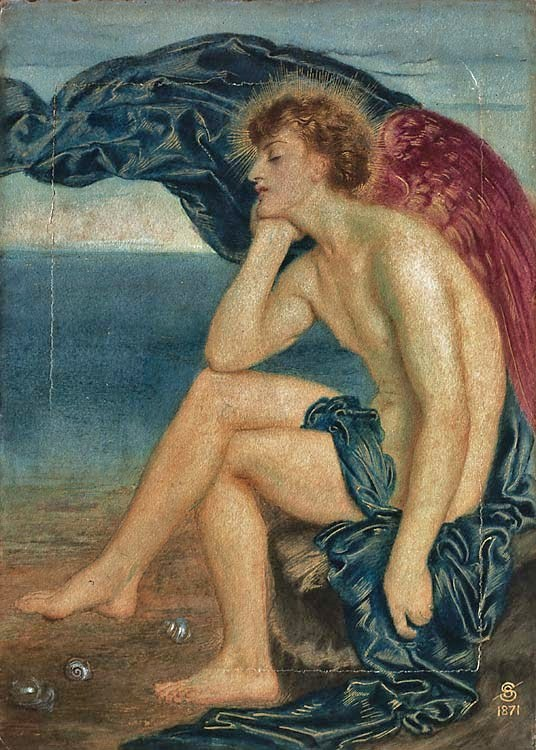
Любовь, мечтающая на берегу моря. 1871.
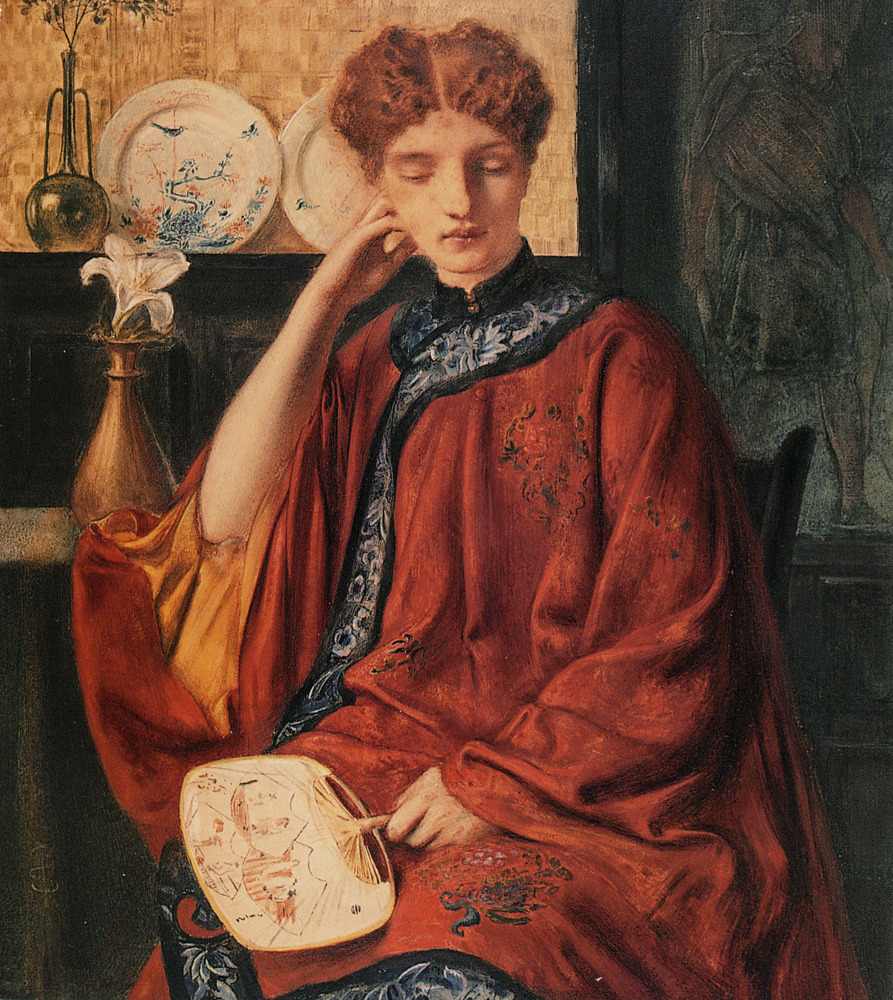
Японский мотив.
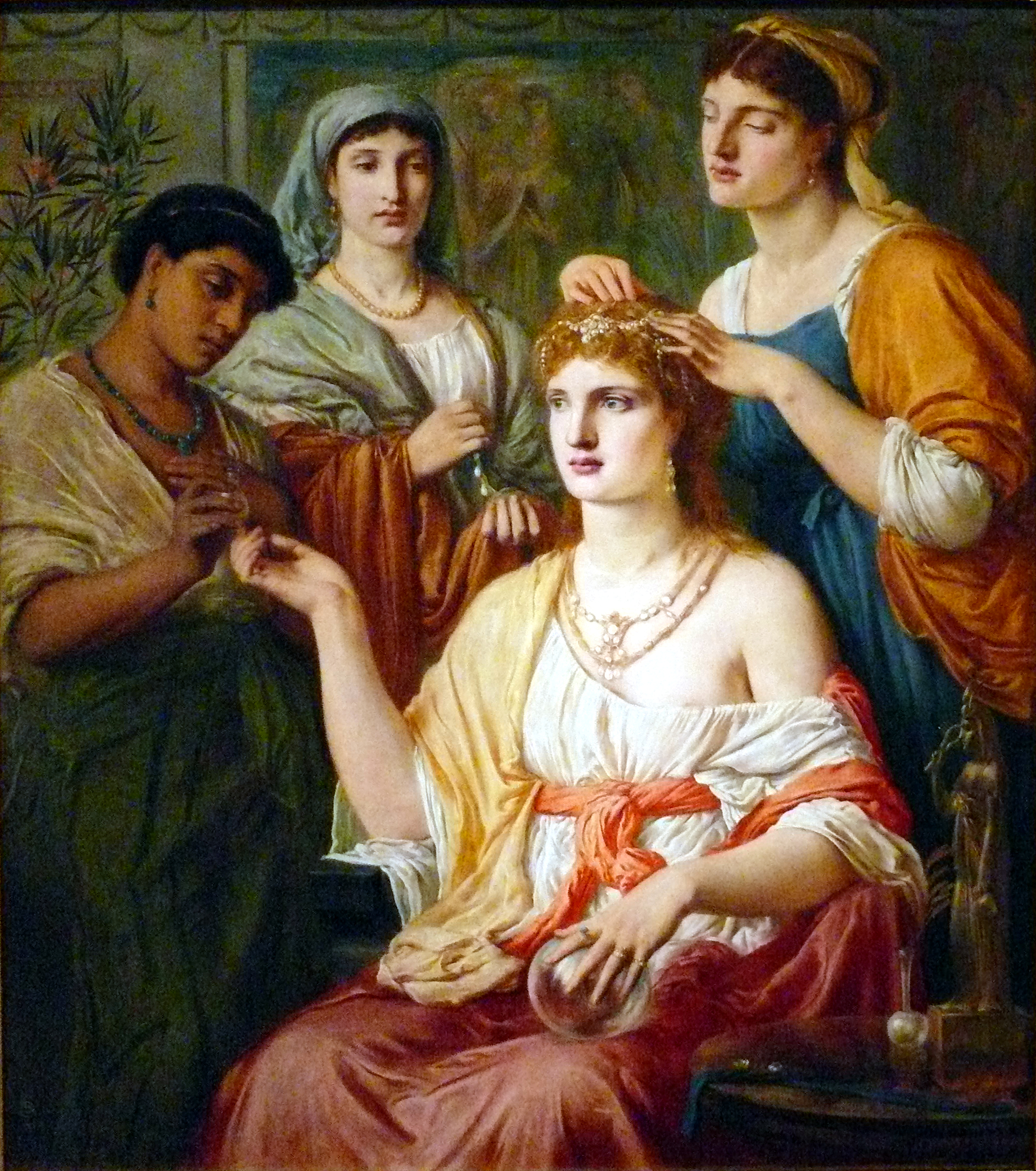
Туалет римлянки. Художественный музей Делавэра, США.
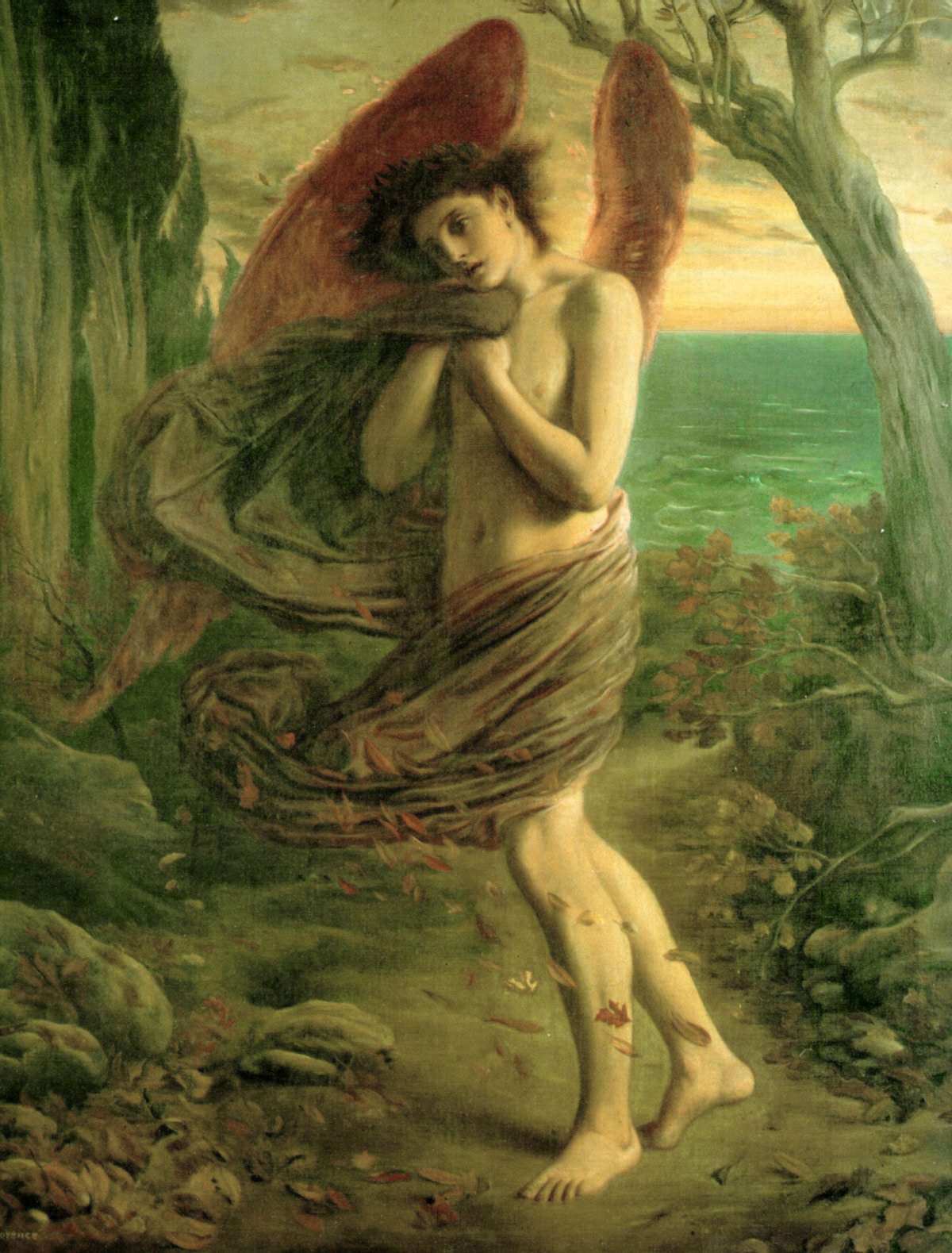
Осень. Частное собрание.
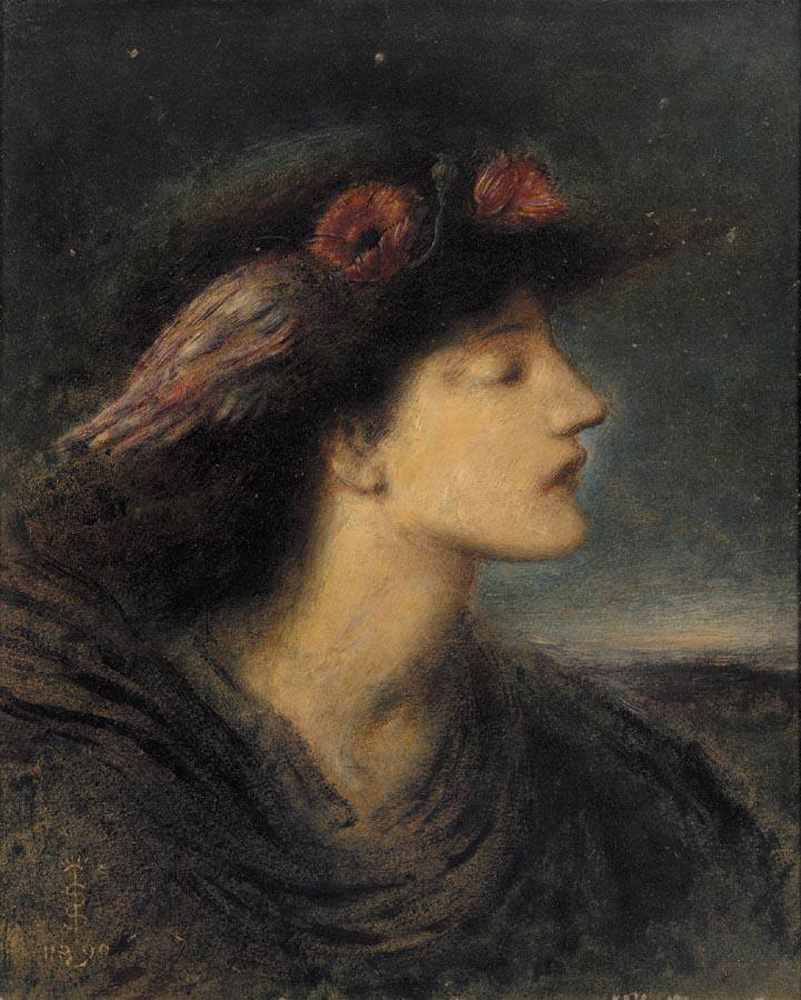
Ночь. 1890.
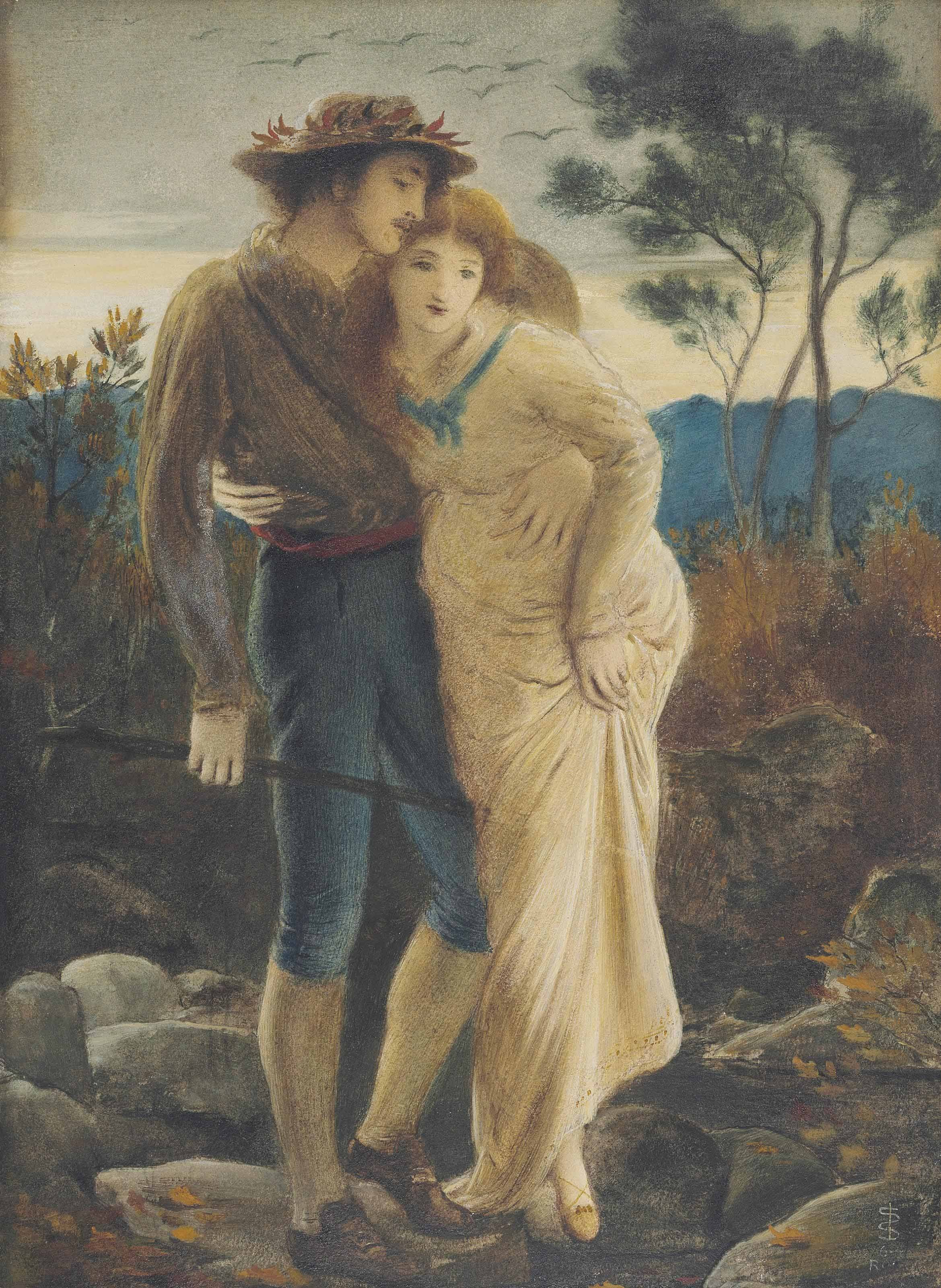
Пасторальные любовники. 1869.
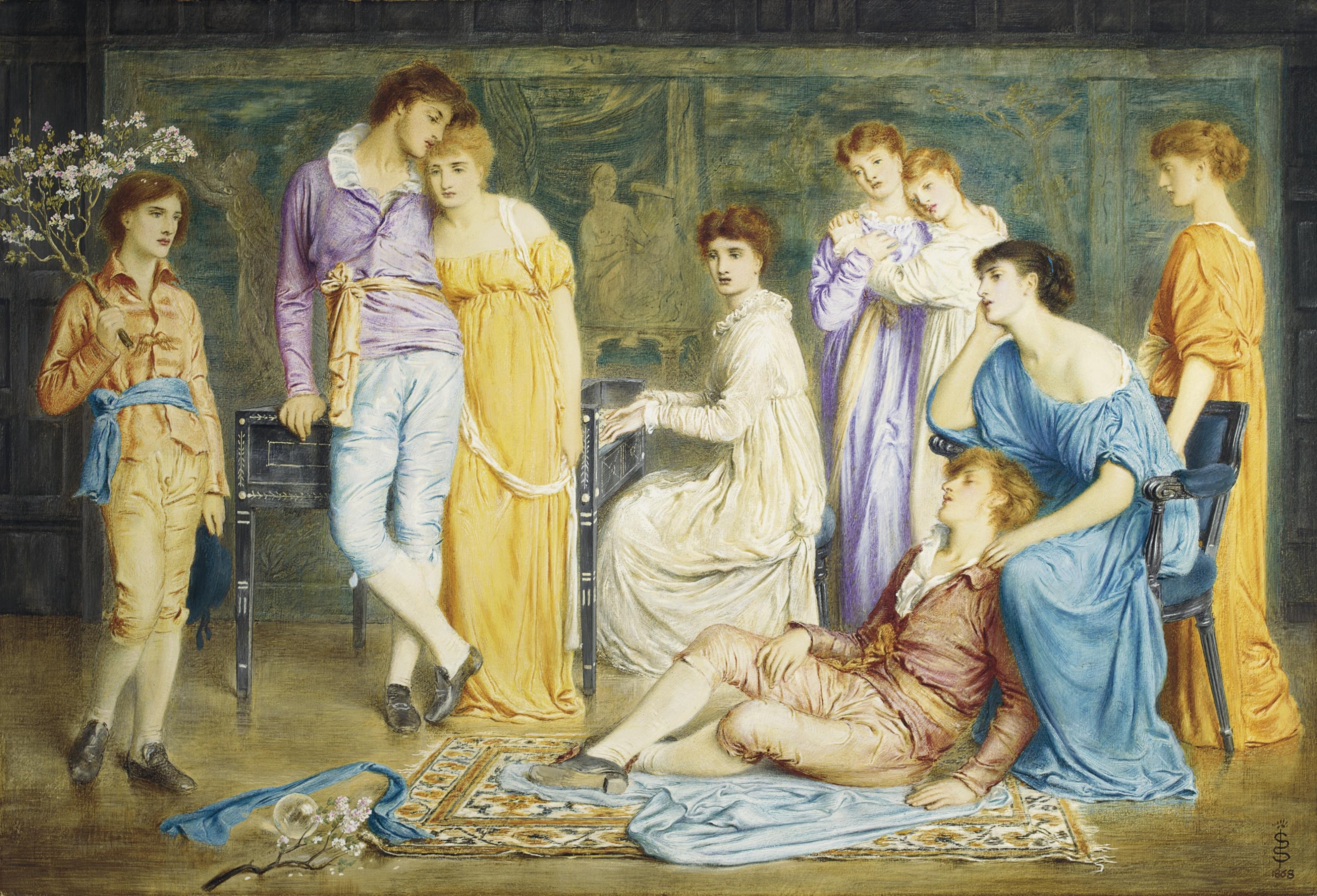
Прелюдия Баха. 1868.
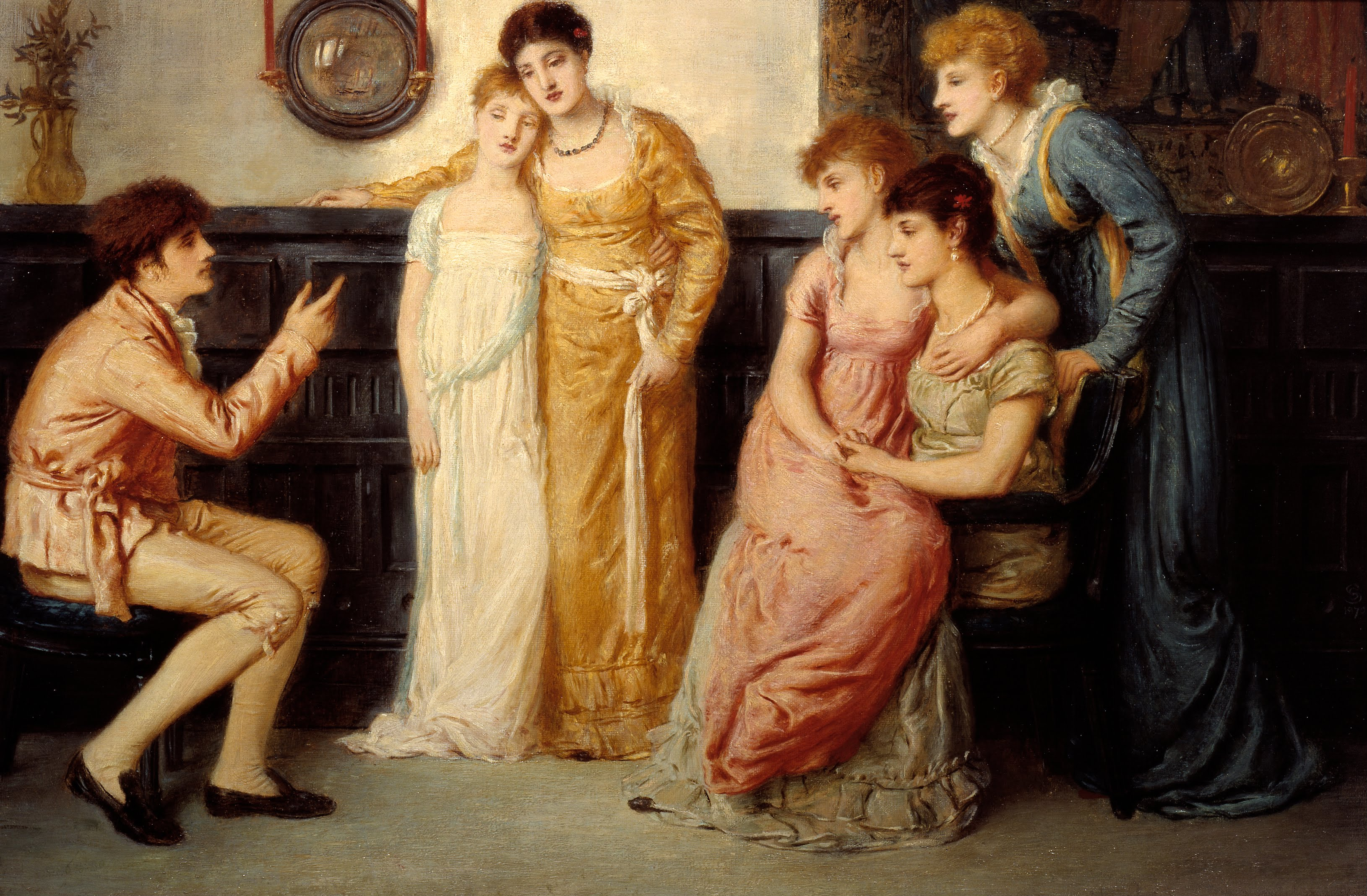
Юноша, рассказывающий сказки дамам, 1870, Британская галерея Тейт, Лондон, Англия.